# 杜西 (萨瓦省)
杜西（法語：Doucy，法語發音：[dusi]）是法国萨瓦省的一个旧市镇。1972年，杜西与临近的5个市镇合并为市镇拉莱谢尔。

## 地理
杜西（45°30'9.3"N, 6°28'11.7"E）面积6.78 平方千米，位于法国奥弗涅-罗讷-阿尔卑斯大区萨瓦省，该省份为法国东部省份，历史上为薩伏依的一部分，北起上萨瓦省，西接伊泽尔省和安省，南部和东部与上阿尔卑斯省和意大利接壤。
杜西的时区为UTC+01:00、UTC+02:00（夏令时）。

## 行政
杜西的邮政编码为73260，INSEE市镇编码为73102。

## 人口
杜西于2018年1月1日时的人口数量为385人。